# TV Maracu
TV Maracu é uma emissora de televisão brasileira sediada em Viana, cidade do estado do Maranhão. Opera no canal 11 VHF analógico e está em fase de implantação o seu sinal digital pelo canal 18 UHF, e é afiliada à Record. A emissora pertence ao ex-prefeito de Viana, Benito Filho, que também é proprietário das rádios Maracu AM (630 kHz) e FM (93.9 MHz), formando o Sistema Maracu de Comunicação (SMC).

## História

### Concessão
Em 16 de setembro de 1996, o Ministério das Comunicações publicou no Diário Oficial da União um decreto outorgando o canal 11 VHF de Viana ao ex-deputado federal Antônio Gaspar (na época, candidato à prefeitura de Viana).
 A emissora de TV já existia anteriormente desde final dos Anos 80, mas somente como RTV.
No entanto, Gaspar não vence as eleições de 1996, o que fez ele anunciar a venda da concessão da TV e da rádio Maracu AM (no ar desde 1990), argumentando que não faria mais sentido ter as emissoras fora da vida política. A emissora então é adquirida pelo deputado estadual Edmar Cutrim (sócio de Antônio Gaspar na emissora de TV), porém Gaspar não repassa a emissora para a nova administração, razão na qual Cutrim entra na Justiça para tomar posse da emissora.

### 1997-99: Rede Manchete
A TV Maracu entrou no ar em março de 1997, transmitindo a Rede Manchete, como repetidora de TV (RTV). Meses depois, por decisão judicial, Cutrim ganha a causa contra Gaspar e toma posse da TV Maracu e da Rádio Maracu AM. A TV Maracu transmitiu a Rede Manchete até a sua extinção em 1999, devido à crise da rede iniciada em 1998 por conta de atrasos de salários e queda de audiência.

### 1999-2000: TV! e RedeTV!
Em 1999, a TV Maracu acompanha a extinção da Manchete e a fase de transição da TV!, que em 15 de novembro de 1999, se torna a RedeTV!. No acordo de afiliação, a nova rede deu um ano de experimentação pra que ocorresse renovação por mais quatro anos (para as emissoras da antiga Manchete).

### 2000-15: Rede Bandeirantes
Em 2000, já aproximando o prazo de um ano de afiliação com a RedeTV!, a emissora decidiu se tornar afiliada da Rede Bandeirantes, após os dirigentes considerarem a programação da RedeTV! inferior a da antiga Rede Manchete. Em 15 de novembro de 2000, deixou a RedeTV! pela Band, o que fez com que a emissora ganhasse mais audiência e anunciantes.
Em 2001, Edmar Cutrim vende metade das ações do Sistema Maracu de Comunicação (que inclui a TV e duas rádios AM e FM) para os familiares de Manoel Ribeiro (sócio-proprietário do Sistema Maranhense de Radiodifusão), que detinha a TV Praia Grande de São Luís (também afiliada à Band na época).
Em 2002, outros sócios e proprietários do Sistema Maracu de Comunicação (SMC) vendem a outra metade restante das rádios AM e FM e da TV pra família Ribeiro, fazendo com que o SMC seja incorporado ao Sistema Maranhense de Radiodifusão (SMR).
Depois do SMC ser incorporado ao SMR, ocorrem as mudanças: a Maracu FM torna-se a primeira afiliada à Band FM no Maranhão (em 2002); a TV Maracu passa a repetir a programação da TV Praia Grande e da Band, mas com programação local (em 2003); o aumento de potência da Maracu AM (de 1 kW para 10 kW) a pedido ao Ministério das Comunicações (ocorrido em 2004).
No entanto, após o Sistema Maranhense de Radiodifusão ter incorporado o Sistema Maracu, iniciou-se uma crise interna no grupo, que fez encerrar o periódico Folha do Maranhão em junho de 2004, obrigando a Maracu FM encerrar a afiliação com a Band FM em 2005 e voltar a programação local. Em 2005, a TV Praia Grande muda de nome para TV Maranhense, mas mantém a retransmissão do sinal da Band. Em 2012, o SMR entra em crise administrativa, o que afeta a rádio Maracu AM e FM e a TV Maracu.
Em abril de 2015, a emissora e as rádios Maracu AM e FM foram compradas pelo ex-prefeito de Viana, Benito Filho, em meio à crise do Sistema Maranhense de Radiodifusão. Umas das primeiras decisões do novo proprietário foi deixar de repetir a programação da TV Maranhense e só repetir do sinal nacional da Band, além da exibição da programação local.

### 2016-19: Rede Meio Norte
Em 29 de junho de 2016, após 16 anos como afiliada da Band, a TV Maracu torna-se afiliada da Rede Meio Norte, deixando a Band sem sinal na região e acabando com o último vestígio da emissora da época do SMR.

### 2019-20: SBT
Em 1º de março de 2019, a TV Maracu mudou do canal 11 VHF analógico para o canal 9 (no lugar da RTV da TV Difusora de São Luís), trocando a programação da Meio Norte pelo do SBT, e estreou novos programas locais, inspirados nos da TV Difusora (como o Na Hora D Viana, versão local do Na Hora D). A mudança aconteceu em meio a cobertura da emissora no carnaval vianense, o que fez com que a Meio Norte perdesse sinal na Região dos Lagos.

### Desde 2020: Record
Em 2 de outubro de 2020, a TV Maracu mudou novamente de afiliação passando a retransmitir o sinal da Record, e com a troca, a emissora retornou ao canal 11 analógico. Os programas tiveram seus nomes alterados para se adequarem com a nova afiliação. O Café com Notícias passou a se chamar Fala Maranhão Baixada e o Na Hora D Viana virou o Balanço Geral Baixada.

## Programas
Além de retransmitir a programação nacional da Record, a TV Maracu produz e exibe os seguintes programas:
- Balanço Geral Baixada: Jornalístico apresentado por Gilvan Ferreira;
- Fala Maranhão Baixada: Jornalístico apresentado por Thânia Diniz e João Garcia